# Tricky Presents Grassroots
Tricky Presents Grassroots — мини-альбом британского музыканта Tricky, выпущенный 11 августа 1996 года.

## Об альбоме
Мини-альбом был записан в сотрудничестве с несколькими сторонними нью-йоркскими музыкантами и направлен на укрепление позиций британского рэпера на американской сцене. На большинстве песен голос Tricky оставался на втором плане, и лишь на композиции «Tricky Kid» он выходил на ведущие роли.
По мнению Стивена Томаса Эрлевайна (AllMusic), пластинка «по большей части состоит из экспериментов, которые не позволяют полностью раскрыть потенциал».

## Список композиций
1. «Heaven, Youth Hell» — 3:42 (The Hillfiguzes)
2. «Tricky Kid» — 4:11 (Tricky)
3. «Devil’s Helper» — 4:30 (Tricky & Laveda Davis)
4. «Live W/ Yo Self» — 3:37 (Stephanie Cooke)
5. «Grass Roots» — 3:49 (Tricky & Roberto Malary Jr.)

## Участники
- Tricky — вокал, бэк-вокал, продюсер
- Drunkenstein — бэк-вокал («Heaven, Youth Hell», «Tricky Kid», «Grass Roots»)
- Eddie Sancho — ремикширование («Tricky Kid»)
- Big Jaz — продюсирование («Live W/ Yo Self»)